# Daniel Barez
Daniel Bárez Martínez (Burjasot, Valencia, España, 10 de diciembre de 1988) o simplemente Dani Bárez, es un artista marcial mixto español que actualmente compite en la categoría de peso mosca de Ultimate Fighting Championship (UFC). Ha sido campeón del Campeonato de Peso Mosca de BAMMA en dos ocasiones. 
También se ha desempeñado como comentarista de The Way of Warriors FC (WOW FC), la más importante promoción de MMA española.

## Carrera de artes marciales mixtas

### British Association of Mixed Martial Arts
Bárez enfrentó a Andy Young el 10 de noviembre de 2017 por el Campeonato de Peso Mosca de BAMMA. Ganó la pelea y el título por decisión unánime.

### Dana White's Contender Series
Bárez participó en el Dana White's Contender Series Week 6 el 5 de octubre de 2021, enfrentando a Carlos Hernandez. Perdió la pelea por una cerrada decisión dividida.

### Ultimate Warrior Challenge México
Tras su derrota en el DWCS y un breve paso por la naciente promoción mexicana Naciones MMA, Bárez firmó con Ultimate Warrior Challenge México. Su pelea de debut fue ante Paul Márquez el 24 de junio de 2022 en el evento UWC México 35, consiguiendo la victoria con un soberbio nocaut técnico en el primer asalto.
El siguiente enfrentamiento de Bárez fue contra Francisco Benitez el 25 de noviembre de 2022 en UWC México 40. Ganó la pelea por sumisión en el primer asalto.
Tres meses después, Bárez se enfrentó a Sóslenis Carvalho el 24 de febrero de 2023 en UWC México 41. Ganó la pelea por nocaut técnico en el primer asalto. 

### Ultimate Fighting Championship
Bárez hizo su debut contra Jafel Filho el 22 de julio de 2023, en UFC Fight Night 224. Perdió la pelea por sumisión en el primer asalto.
Barez enfrentó a Víctor Altamirano el 28 de septiembre de 2024 en UFC Fight Night: Moicano vs. Saint Denis. Ganó la pelea por decisión unánime.

## Campeonatos y logros
- British Association of Mixed Martial Arts
  - Campeonato de Peso Mosca de BAMMA (Una vez)
  - Campeonato de Peso Mosca de BAMMA Lonsdale (Una vez; inaugural)

## Récord en artes marciales mixtas
| Récord profesional | Récord profesional | Récord profesional |
| 24 peleas          | 17 victorias       | 7 derrotas         |
| ------------------ | ------------------ | ------------------ |
| Nocaut             | 7                  | 0                  |
| Sumisión           | 6                  | 3                  |
| Decisión           | 4                  | 4                  |

| Resultado | Récord | Oponente              | Método                        | Evento                                   | Fecha                    | Ronda | Tiempo | Localización      | Notas                                                         |
| --------- | ------ | --------------------- | ----------------------------- | ---------------------------------------- | ------------------------ | ----- | ------ | ----------------- | ------------------------------------------------------------- |
| Derrota   | 17-7   | Andre Lima            | Sumisión (rear naked choke)   | UFC Fight Night: Vettori vs. Dolidze 2   | 15 de marzo de 2025      | 3     | 3:05   | Las Vegas         |                                                               |
| Victoria  | 17–6   | Víctor Altamirano     | Decisión (unánime)            | UFC Fight Night: Moicano vs. Saint Denis | 28 de septiembre de 2024 | 3     | 5:00   | París             |                                                               |
| Derrota   | 16–6   | Jafel Filho           | Sumisión (arm-triangle choke) | UFC Fight Night: Aspinall vs. Tybura     | 22 de julio de 2023      | 1     | 3:26   | Londres           | Debut en Ultimate Fighting Championship (UFC).                |
| Victoria  | 16–5   | Sóslenis Carvalho     | TKO (golpes)                  | UWC México 41                            | 24 de febrero de 2023    | 1     | 1:33   | Tijuana           |                                                               |
| Victoria  | 15–5   | Francisco Benitez     | Sumisión (arm-triangle choke) | UWC México 40                            | 25 de noviembre de 2022  | 1     | 2:15   | Tijuana           |                                                               |
| Victoria  | 14–5   | Paul Márquez          | TKO (golpes)                  | UWC México 35                            | 24 de junio de 2022      | 1     | 3:06   | Tijuana           |                                                               |
| Victoria  | 13–5   | Ricardo Hernandez     | TKO                           | Naciones MMA 3                           | 21 de enero de 2022      | 1     | 2:23   | Tijuana           |                                                               |
| Derrota   | 12–5   | Carlos Hernandez      | Decisión (dividida)           | Contender Series 2021 Week 6             | 5 de octubre de 2021     | 3     | 5:00   | Las Vegas, Nevada |                                                               |
| Victoria  | 12–4   | João Camilo           | Decisión (dividida)           | Combate 51                               | 7 de diciembre de 2019   | 3     | 5:00   | Hidalgo, Texas    |                                                               |
| Victoria  | 11–4   | Ivan Hernandez-Flores | KO (puñetazo)                 | Combate 35                               | 12 de abril de 2019      | 1     | 2:04   | Monterrey         |                                                               |
| Victoria  | 10–4   | Adamson Torbiso       | Sumisión (arm-triangle choke) | UAE Warriors 5                           | 26 de enero de 2019      | 1     | 1:51   | Abu Dabi          |                                                               |
| Victoria  | 9–4    | Andy Young            | Decisión (mayoritaria)        | BAMMA 32                                 | 10 de noviembre de 2017  | 3     | 5:00   | Dublín            | Ganó el Campeonato Vacante de Peso Mosca de BAMMA.            |
| Victoria  | 8–4    | Ryan Curtis           | Decisión (unánime)            | BAMMA 30                                 | 7 de julio de 2017       | 3     | 5:00   | Dublín            | Ganó el Campeonato Inaugural de Peso Mosca de BAMMA Lonsdale. |
| Victoria  | 7–4    | Jamie Powell          | Sumisión (rear-naked choke)   | Contenders Norwich 17                    | 10 de diciembre de 2016  | 3     | 1:43   | Norwich           |                                                               |
| Derrota   | 6–4    | Dawid Żywica          | Decisión (unánime)            | PLMMA 67: Nastula Cup 1                  | 21 de mayo de 2016       | 3     | 5:00   | Łomianki          | Por el Campeonato de Peso Gallo de PLMMA.                     |
| Victoria  | 6–3    | Ivo Jurado            | TKO (golpes)                  | Mix Fight Events                         | 4 de marzo de 2016       | 1     | 0:15   | Valencia          |                                                               |
| Derrota   | 5–3    | Chris Miah            | Sumisión (rear-naked choke)   | BAMMA 20                                 | 25 de abril de 2015      | 2     | 1:46   | Birmingham        |                                                               |
| Victoria  | 5–2    | Ronny Gomez           | Sumisión (triangle choke)     | Mix Fight Events                         | 4 de abril de 2015       | 1     | 4:30   | Valencia          |                                                               |
| Victoria  | 4–2    | Toni Caicedo          | KO (patada)                   | Mix Fight Events                         | 5 de diciembre de 2014   | 1     | 2:10   | Valencia          |                                                               |
| Derrota   | 3–2    | Manel Kape            | Sumisión (Verbal)             | AFL 2 Madrid                             | 29 de noviembre de 2014  | 1     | 3:25   | Fuenlabrada       | Marc Goddard dijo que se rindió verbalmente.                  |
| Victoria  | 3–1    | Andres Lazaro         | Sumisión (armbar)             | Mix Fight Events                         | 10 de octubre de 2014    | 2     | 3:20   | Barcelona         |                                                               |
| Victoria  | 2–1    | Francisco Asprilla    | TKO (golpes)                  | IFC 1                                    | 25 de julio de 2014      | 2     | 4:29   | Barcelona         |                                                               |
| Derrota   | 1-1    | Mikael Silander       | Decisión (unánime)            | Cage 26                                  | 5 de abril de 2014       | 3     | 5:00   | Turku             |                                                               |
| Victoria  | 1–0    | Andoni Sorando        | Sumisión                      | Almogavers Barcelona                     | 10 de noviembre de 2012  | 1     |        | Barcelona         |                                                               |